# 赤山文衡殿

「文衡聖帝」匾額

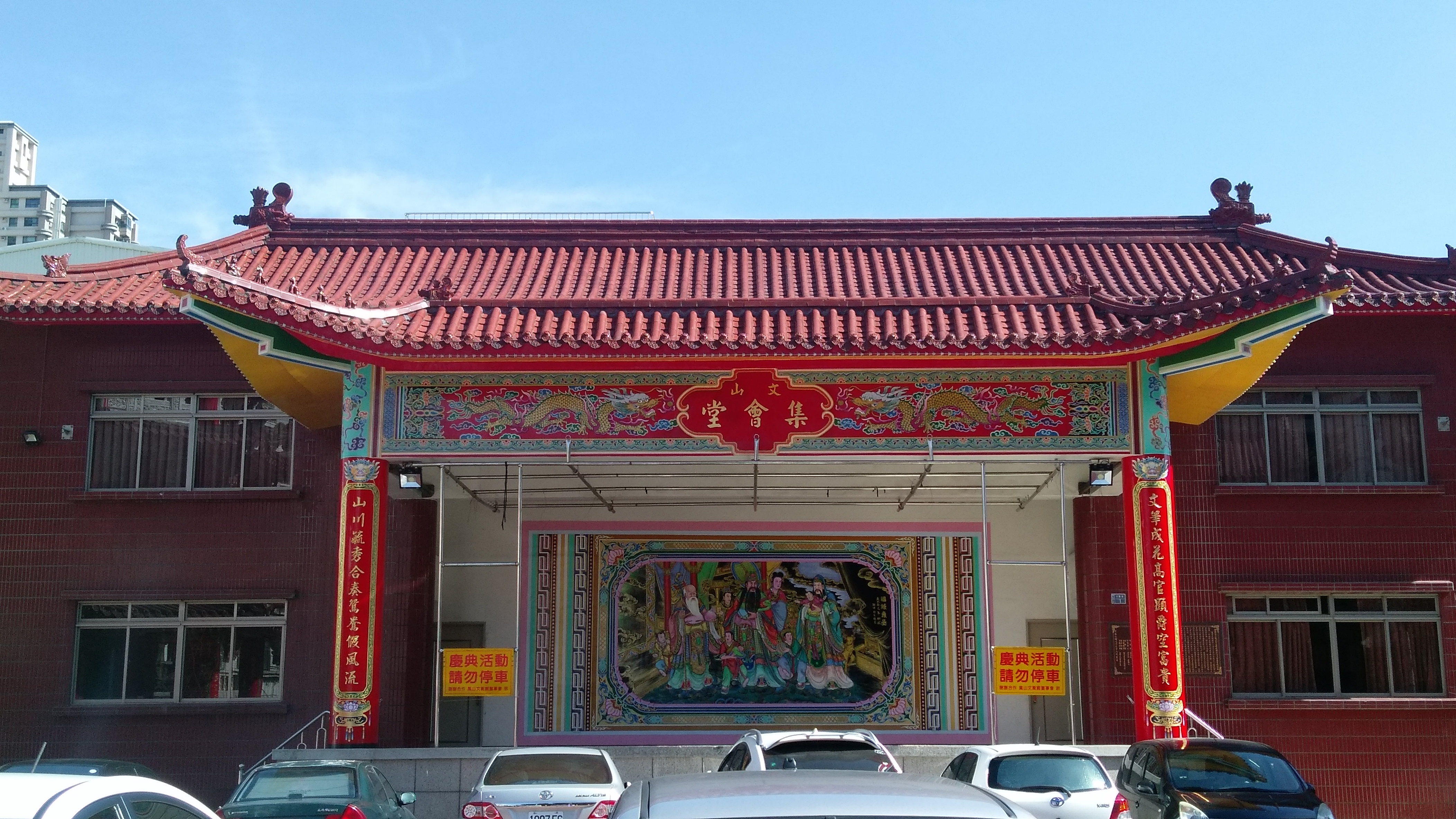
赤山文衡殿戲台

廉明德政去思碑

赤山文衡殿，又稱赤山關帝廟、鳳山文衡殿，是位於臺灣高雄市鳳山區赤山地區的一座主奉文衡聖帝（關聖帝君）的廟宇。廟門左側立有清乾隆九年（1744年）的「廉明德政去思碑」，見證赤山文衡殿的建廟及赤山開庄的歷史。

## 歷史沿革
清代乾隆六十年（1795年），鳳邑赤山地帶民眾由內地奉請關聖帝君香火，在此地建廟奉祀。全盛時期廟產豐盈，連澄清湖等地都屬於廟產，富甲當時，里民將本廟與鳳山開漳聖王廟並稱，人稱「金關帝銀聖王」。經過日治時期、國民政府以來多所徵收，今日廟產已經不比當年。
2013年中國山西解州關帝廟聖像與2015年福建明朝嘉靖關聖帝君來臺灣遶境，均曾駐駕過文衡殿。

## 祀神

### 正殿
- 主祀 - 文衡聖帝
- 陪祀 - 神農大帝、大將公、天上聖母、註生娘娘、中壇元帥、關平、周倉、馬爺

### 左偏殿
- 王公

### 右偏殿
- 福德正神

### 太歲殿
- 太歲星君

## 慶典
- 正月十三：文衡聖帝成道
- 二月初二：福德正神聖誕
- 三月二十：註生娘娘聖誕
- 三月廿三：天上聖母聖誕
- 四月廿六：神農大帝聖誕
- 五月十三：關平太子聖誕
- 六月廿四：文衡聖帝聖誕
- 七月初十：慶讚中元普渡
- 七月十九：太歲星君聖誕
- 九月初九：中壇元帥聖誕
- 十月廿三：周倉將軍聖誕
- 十月廿四：大將公聖誕
- 十一月廿六：王公聖誕

## 外部連結
- 赤山文衡殿的Facebook專頁